# わかばタクシー
有限会社わかばタクシーは、福島県双葉郡浪江町に本社を置く日本のタクシー事業者である。
2018年（平成30年）4月、本社を浪江町大字権現堂字塚越2番地10から、現在地へ移転した。なお、旧本社所在地（浪江町権現堂塚越2番地10）は、かつてジェイアールバス東北浪江支所があった場所である。
タクシー事業（介護タクシー含む）のほか、貸切バス事業、運転代行事業も行う。かつてはレンタルビデオ店の経営も行っていた。

## 車両
- 小型タクシー、運転代行 - トヨタ・コンフォート
- ジャンボタクシー - トヨタ・ハイエース
- 介護タクシー - 日産・セレナ、ダイハツ・アトレー
- マイクロバス - 三菱・ローザ（浪江町営バス用）、いすゞ・ジャーニーQ、日産・シビリアン

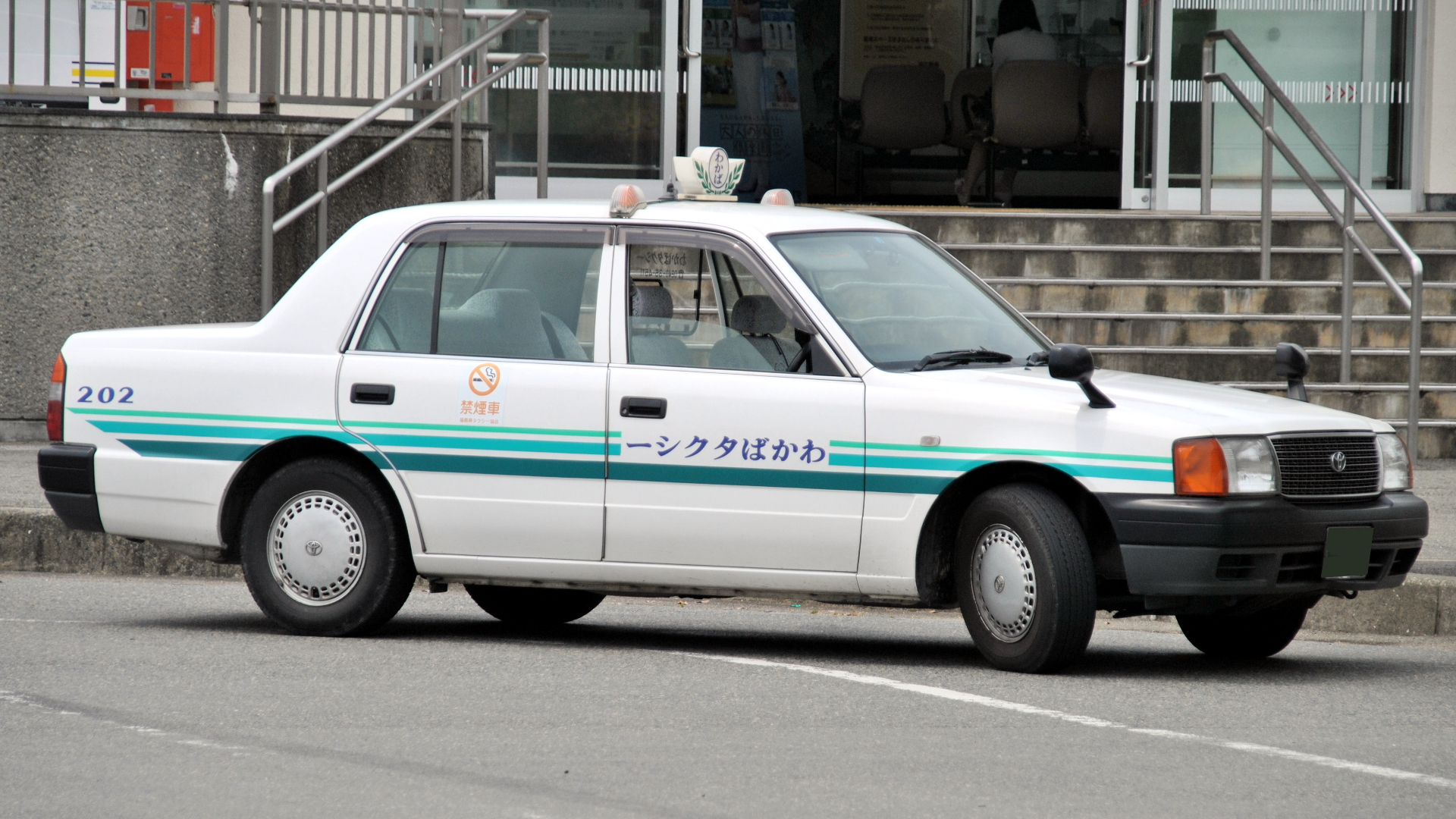
小型タクシー用のトヨタ・コンフォート
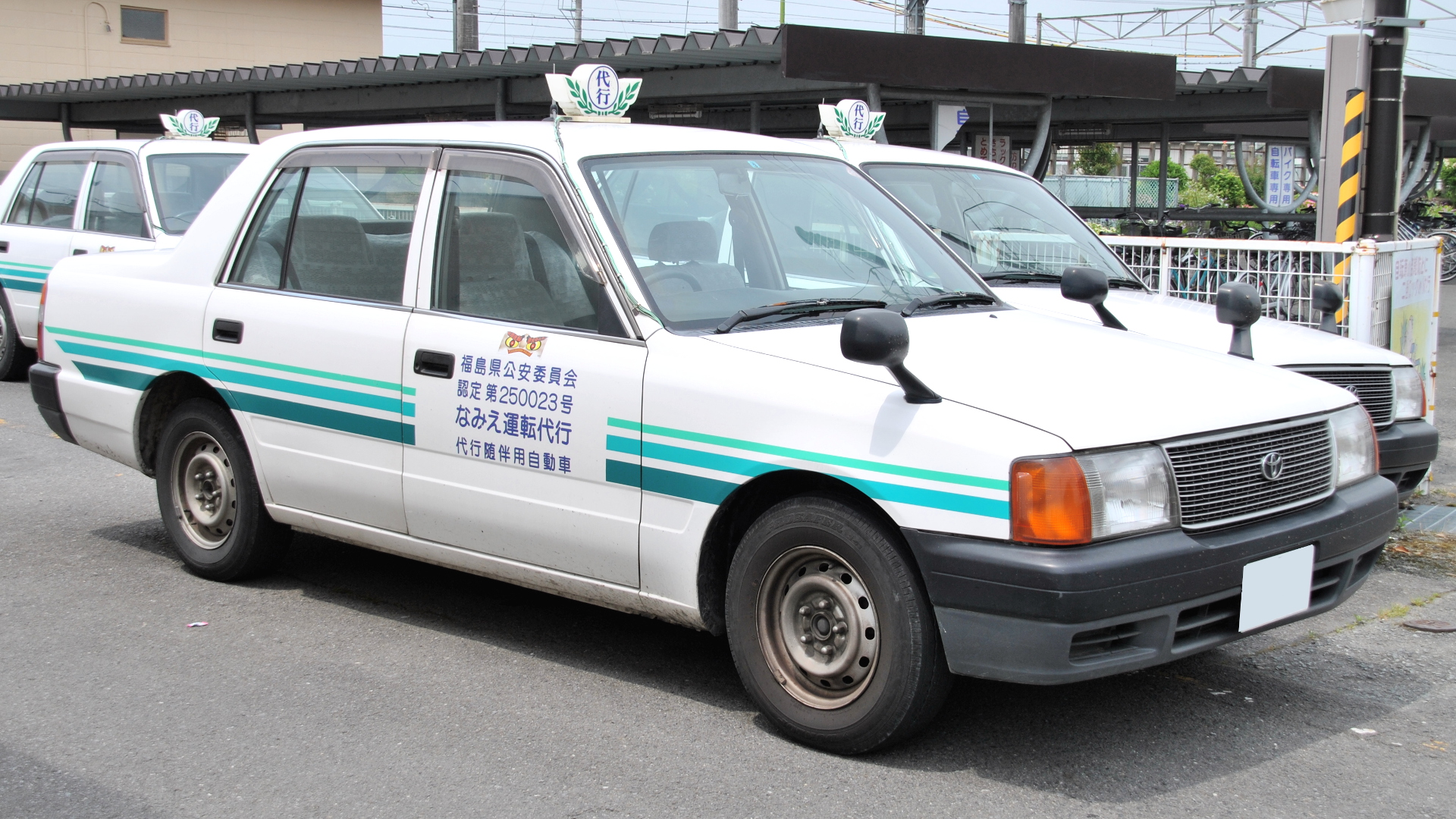
運転代行用のトヨタ・コンフォート
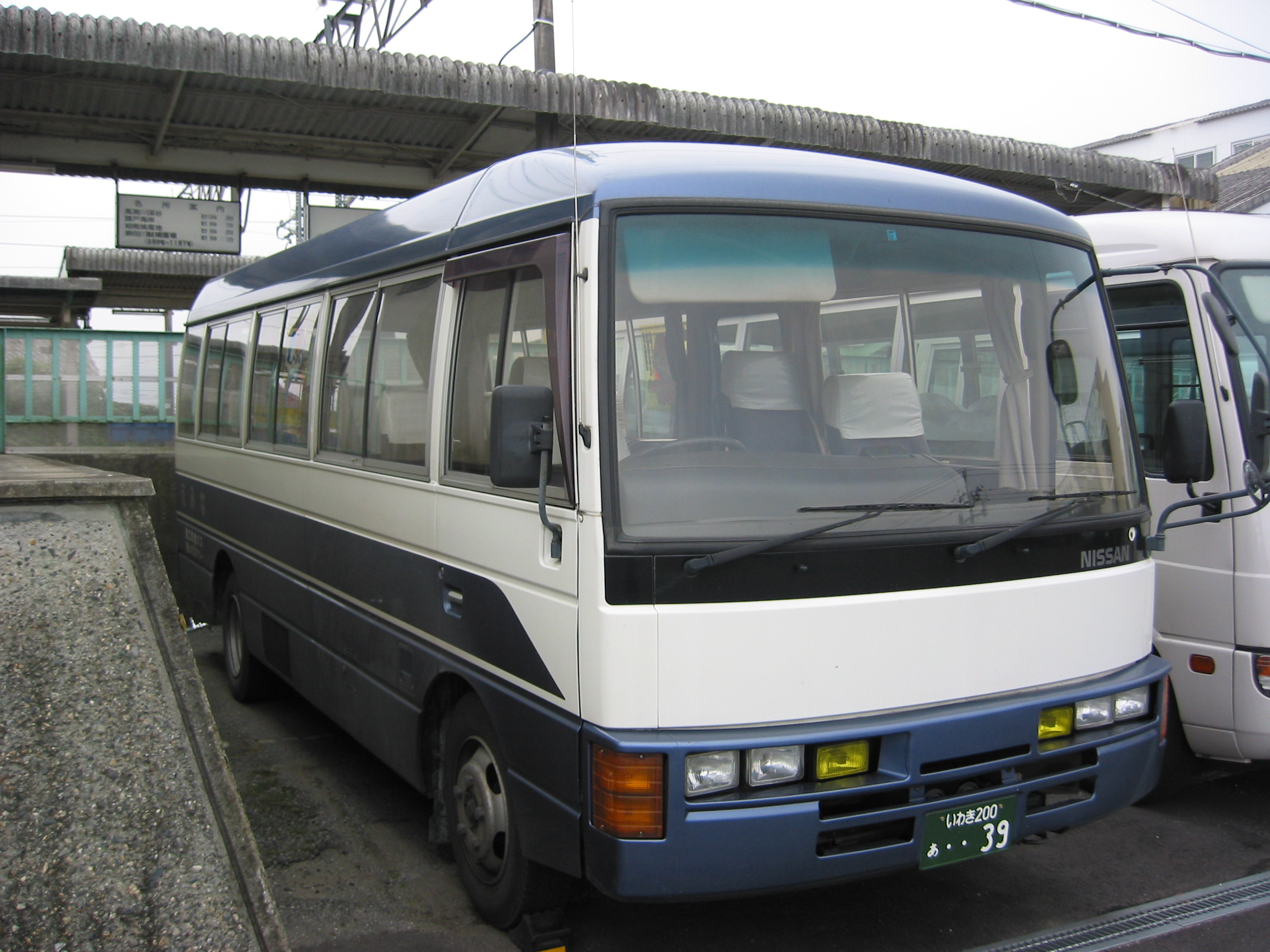
貸切バス用の日産・シビリアン（廃車済）

## コミュニティバス
以下のコミュニティバス路線を運行受託していた。

### 浪江町営バス

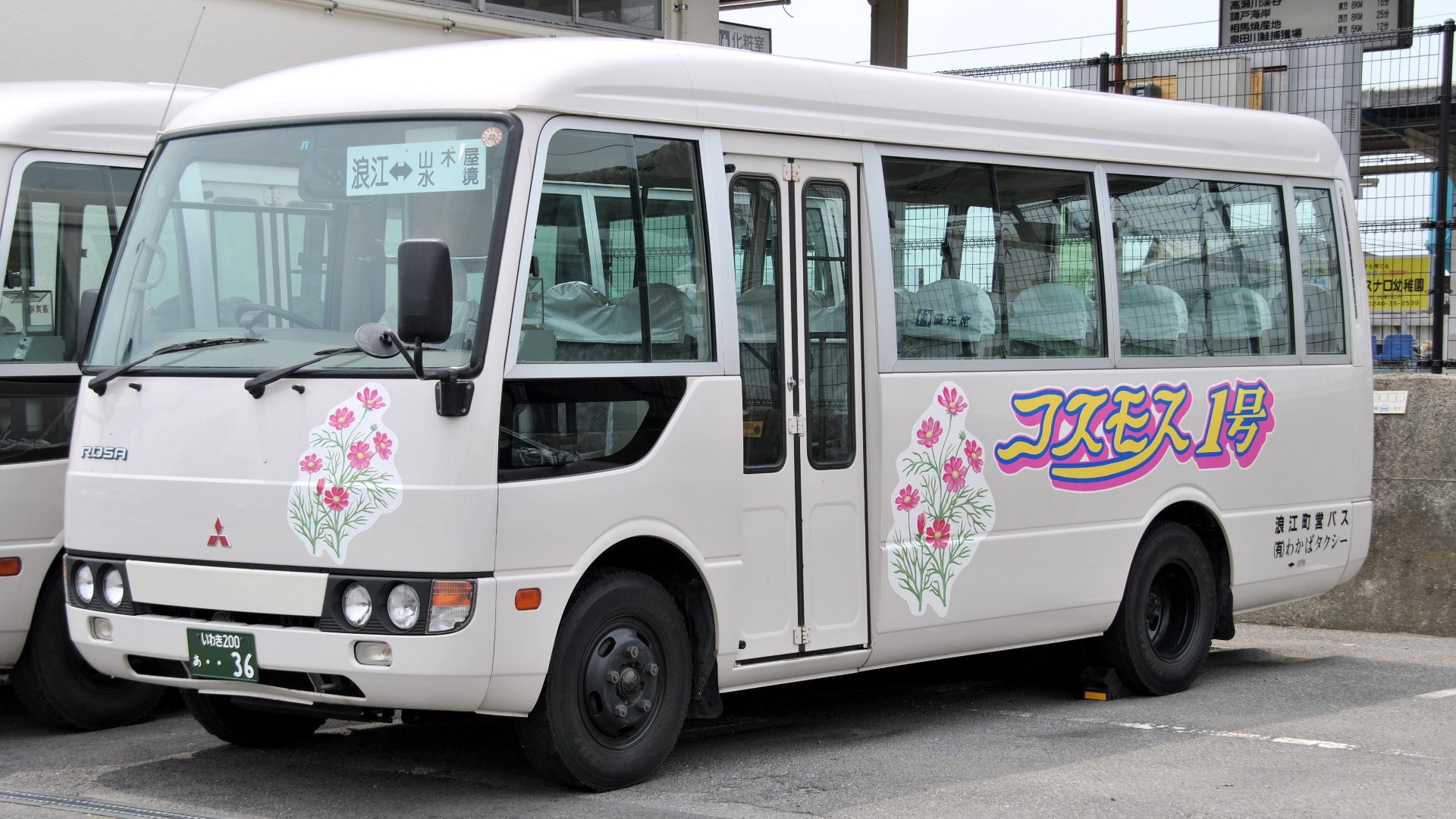
浪江町営バス専用車両（三菱・ローザ）

浪江町営バス（なみえちょうえいバス）は、福島県双葉郡浪江町が運行していた自治体バス（廃止代替バス）。運行開始時より、わかばタクシーが運行を受託していた。

#### 歴史
2004年（平成16年）4月1日、ジェイアールバス東北福浪線（浪江 - 問屋前間）の廃止代替として運行開始。
2008年（平成20年）4月1日、ジェイアールバス東北福浪線（問屋前 - 川俣南小前間）の廃止代替として、福島県伊達郡川俣町が川俣町自治体バス（山木屋水境 - 問屋前 - 川俣南小前 - 川俣高校前）を運行開始。これに伴い、浪江町営バスは「山木屋水境」停留所までに短縮され、同営業所で浪江町営バスと川俣町自治体バスの接続を開始。
2011年（平成23年）3月11日に発生した東日本大震災とそれによる福島第一原子力発電所事故の影響を受け、同年より運行休止。なお同年には、同様に震災の影響で川俣町自治体バスも運行休止している。

#### 路線
2004年4月1日（運行開始時）
- 浪江駅 - 川房大柿 - 津島支所前 - 山木屋水境 - 問屋前（5往復）
- 浪江駅 - 川房大柿 - 津島支所前（区間便：1往復のみ）

2008年4月1日（川俣町自治体バス運行開始時）
- 浪江駅 - 川房大柿 - 津島支所前 - 山木屋水境（短縮）
- 浪江駅 - 川房大柿 - 津島支所前（区間便）
山木屋水境 - 問屋前 - 川俣南小前 - 川俣高校（川俣町自治体バス）山木屋水境にて接続

#### 運行内容
- 土休日と年始（1月1日・1月2日）は運休。
- 町営バスへの移行後も、均一運賃化などは行われず、全区間を乗り通すと運賃は1,000円を超えていた。

#### 専用車両
浪江町営バス専用車両は、マイクロバスの三菱・ローザを2台用意し、白地にコスモスの絵のステッカーを貼り、「コスモス1号」「コスモス2号」と車体に書いて使用していた。